# A Beginning
A Beginning è un brano orchestrale composto ed arrangiato da George Martin, storico produttore dei Beatles. Il brano è accreditato a questi ultimi, che non hanno partecipato in alcun modo alla composizione o alla registrazione dello stesso, anche se era originariamente stato scritto per il brano Don't Pass Me By composto da Ringo Starr. È stato pubblicato ufficialmente nel 1996, sull'Anthology 3, ma precedentemente era apparso nel film Yellow Submarine, poco prima che iniziasse la canzone Eleanor Rigby. Nel disco, A Beginning è la prima traccia: mentre sui due precedenti volumi erano state utilizzate delle canzoni lennoniane (Free as a Bird sul primo e Real Love sul secondo), George Harrison aveva posto il suo veto per un terzo brano del compagno scomparso, intitolato Now and Then, per cui il suo posto venne preso da questo strumentale. Venne registrato il 22 luglio 1968, usando la stessa orchestra che appare su Good Night.

## Formazione
- Musicisti non accreditati: 12 violini, 3 viole, 3 flauti, un'arpa, un clarinetto, un corno, un vibrafono, un contrabbasso[1]
- George Martin: direzione, arrangiamento, produzione